# نادي رادنيتشكي كراغوييفاتس لكرة السلة
نادي رادنيتشكي كراغوييفاتس لكرة السلة (بالصربية: КК Раднички Крагујевац) كان فريق كرة سلة صربي تأسس في سنة 1994 يقع مقره في كراغوييفاتس. تم حل الفريق في سنة 2014

## أبرز اللاعبين
من أبرز اللاعبين الذين لعبوا معه:
- مارك وورثينغتون
- تريكو وايت

## وصلات خارجية
- الموقع الرسمي